# McLaren Senna
McLaren Senna (укр. Макларен Сенна) — суперкар британської компанії McLaren Automotive, відомий під заводським кодом P15. Названий на честь легендарного гонщика Айртона Сенни автомобіль зайняв нову нішу в топової лінійці Макларенів Ultimate Series. Середньомоторний задньопривідний McLaren Senna отримав новий 4.0 л M840TR V8 твінтурбо. Вона є похідним від двигуна M840T від купе McLaren 720S. Віддача в новому Макларені: 800 к.с. і 800 Нм. Сенна розганяєтся з місця до 100 км/год за 2,8 с і досягає максимальної швидкості 340 км/год.

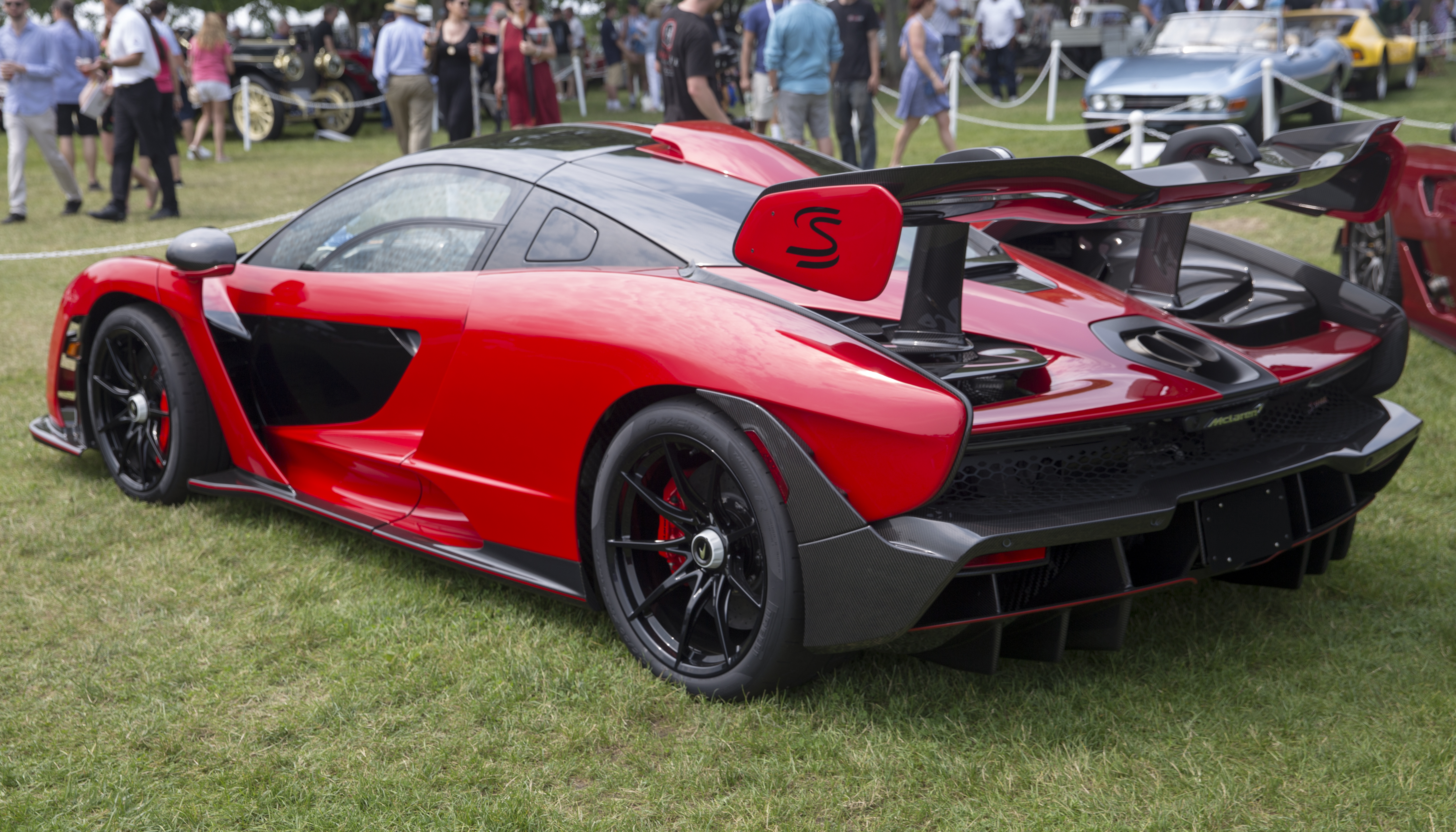

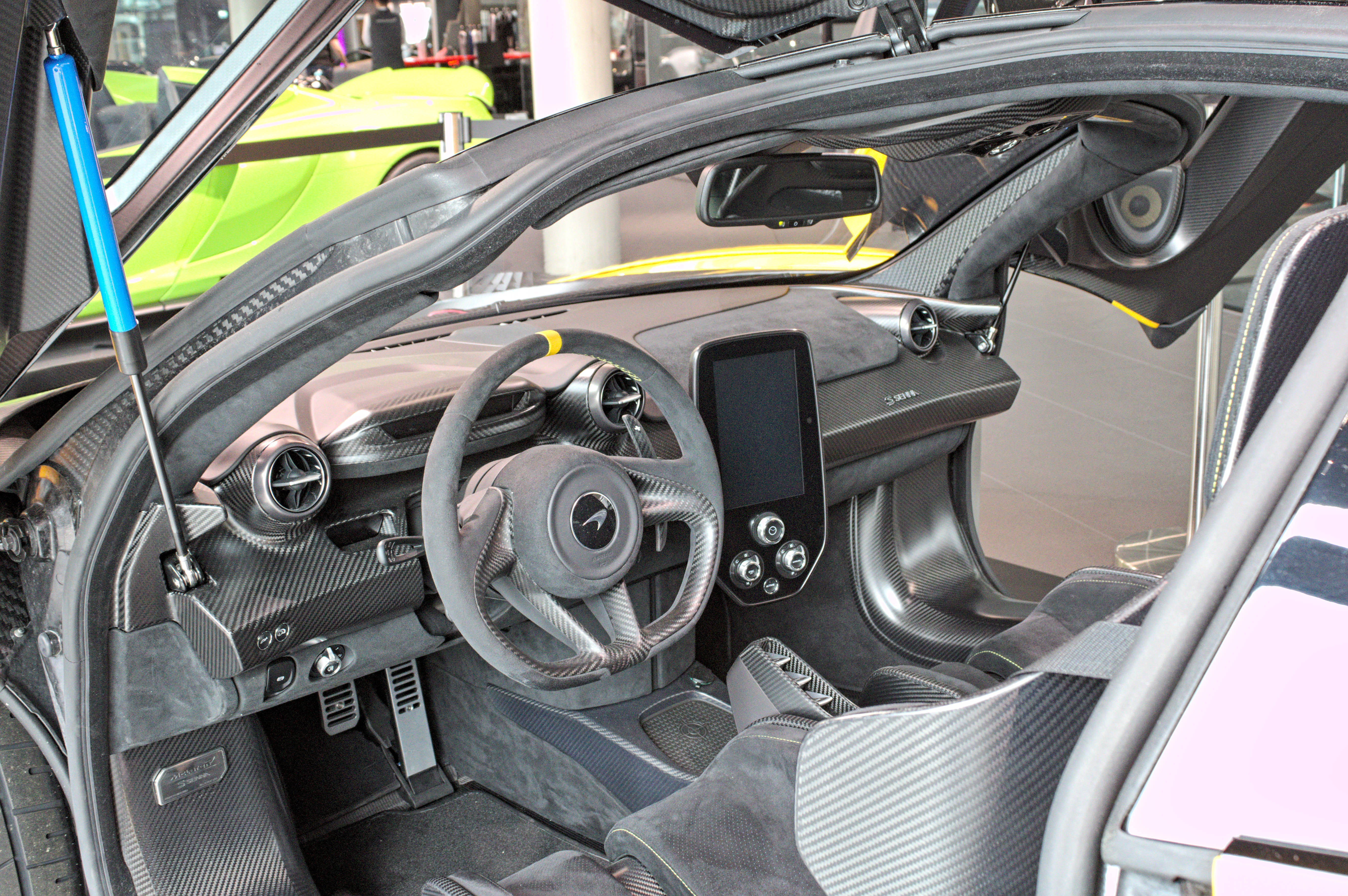

У парі з двигуном працює семиступінчастий "робот" з двома зчепленнями, з можливістю ручного режиму і підрульовими пелюстками з вуглеволокна, спроектованими так, щоб ними було зручно маніпулювати в гоночних рукавичках. Характер відгуку машини на натиснення педалі газу, також як і налаштування шасі, можна змінювати через систему Active Dynamics. Є три режими: Comfort, Sport або Track.
Суха маса Макларена Сенни - всього 1198 кг.
Автомобіль буде випущений в кількості всього 500 штук, і всі екземпляри вже продані. Виробництво стартує в третьому кварталі 2018 року. Ціна в Британії - від 750 000 фунтів. На широкій публіці купе представлять на автошоу в Женеві в березні 2018 року.

## Двигун
- 4.0 L M840TR twin-turbo V8 800 к.с. 800 Нм